# Pyrausta semirubralis
Pyrausta semirubralis is een vlinder van de familie van de grasmotten (Crambidae). De wetenschappelijke naam van deze soort is voor het eerst voorgesteld als Botys semirubralis door Alpheus Spring Packard in een publicatie uit 1873.
De soort komt voor in het uiterste zuidwesten van Canada en het westen van de Verenigde Staten..